# Acherkogel
Der Acherkogel ist ein 3007 m ü. A. hoher Gipfel in den Stubaier Alpen. Er ist der nördlichste Dreitausender Tirols und kann, falls man nur Gipfelpunkte mit einer Schartenhöhe über 100 m zählt, auch als nördlichster Dreitausender Europas betrachtet werden. Der beherrschende Gipfel über Oetz im vorderen Ötztal verfügt über einen imposanten Höhenunterschied von 2.200 m zum Talboden. Seine mächtigsten Felsflanken erstrecken sich im Nordwesten und Südwesten. Gegen Westen führt ein Grat zur Achplatte (2423 m) und zur Habicher Wand (2176 m), ein weiterer verläuft in Richtung Nordosten zum 2894 m hohen Maningkogel. Nach Südosten entsendet der Acherkogel eine scharfe Felsschneide zum 2954 m hohen Wechnerkogel. Im Wesentlichen hat der Acherkogel den Charakter eines Felsgipfels, nur an der Ostseite findet sich noch der spärliche Reste eines kleinen Firnfeldes.
Das erste Mal bestiegen wurde der Acherkogel am 24. August 1881 durch Ludwig Purtscheller. Sein Begleiter Franz Schnaiter blieb an einer Wandstufe zurück. Allerdings fand der Erstbesteiger auf dem Gipfel bereits ein Vermessungsmännchen aus Stein vor, das vermutlich aus der Zeit der Anlegung des Franziszeischen Katasters um das Jahr 1854 stammte. Diese erste Landesaufnahme zeigt den Vermessungspunkt auf der der Ortschaft Oetz zugewandten Seite des Doppelgipfels, dem so genannten Signalkogel, auf dem sich heute das Kreuz, erstmals aufgestellt im Jahr 1956, befindet. Wahrscheinlich stammt der Begriff Signalkogel daher vom „Vermessungssignal“. Der Hauptgipfel selbst liegt ein wenig nordöstlich.
Erwähnenswert scheint auch, dass am Acherkogel der heute allgemein übliche Bergsteigergruß „Berg Heil!“ in seiner Entstehung gefestigt worden sein dürfte.

## Topografische Besonderheiten
Der imposante Höhenunterschied ist auch in weiterer Hinsicht besonders: Im Nachbarort Sautens kann aufgrund der Topografie dieses „Felsmonuments“ ein außergewöhnlicher Sonnenaufgang erlebt werden. Die physikalischen Gesetzmäßigkeiten der Beugungserscheinungen des Lichts bewirken, dass durch die Spitze des Acherkogels in einem Korridor von nicht ganz 100 Metern der kalendarische Frühjahrs- und Herbstbeginn angezeigt wird, sprich die Sonne sich an diesen Tagen genau hinter der Spitze des Acherkogels erhebt.

## Wege zum Gipfel
- Die Nordflanke (UIAA II) wurde erstmals von Otto Melzer 1893 begangen und gilt heute als Normalweg. Als Stützpunkt dient meist die Neue Bielefelder Hütte.
- Der Nordostgrat (UIAA IV[7], K. Holzhammer, 1924) führt von der Scharte zwischen Acherkogel und Maningkogel zum Gipfel und gilt als der schönste Anstieg. Meist wird im Zuge dieses Weges der Maningkogel vom Mittertal kommend überschritten. Ausgangspunkt für diese Route sind zumeist das Kühtai bzw. die Mittergrathütten.
- Der Südgrat (UIAA II, F. Hörtnagl/H. Schmotzer, 1899) wird meist von der Dortmunder Hütte aus begangen. Nahe dieser Route verläuft auch der heute nicht mehr begangene Weg der Erstbesteiger.
- Die Südwestflanke (UIAA II, F. Gstrein/F. Lantschner/M. Pfaundler 1891) galt früher als der Normalweg, wird heute aber seltener begangen.

Weitere eher unbedeutende Anstiege sind
- die Südostwand (UIAA V-, P. Schillfahrt/N. Raich, 1975),
- der Westgrat (UIAA III, F. Lantschner, 1893) und
- die Nordwestwand zum Westgrat (F. Lantschner, 1921)

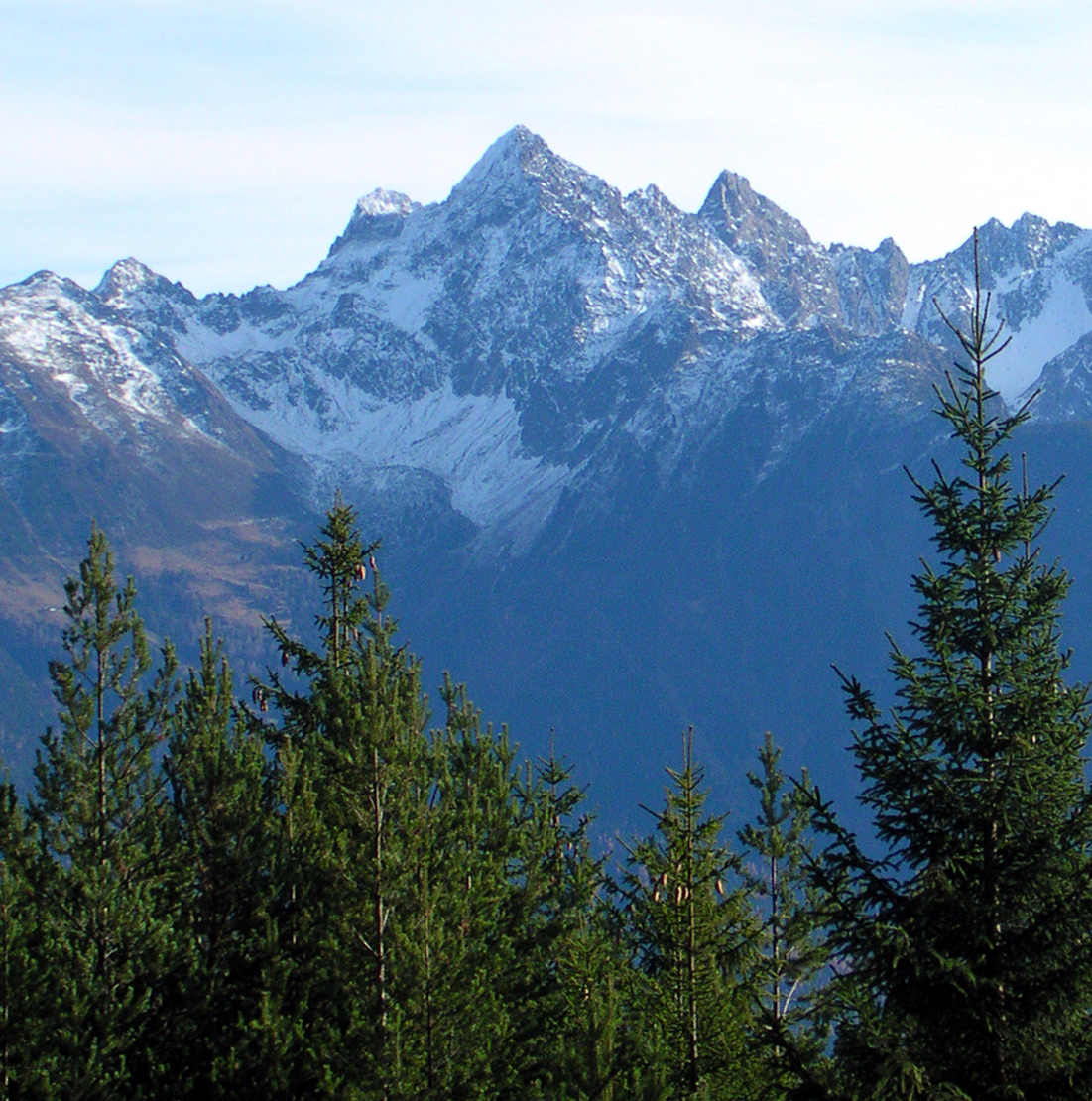
Von links nach rechts: Maningkogel, Acherkogel und Wechnerkogel (von Nordwesten)
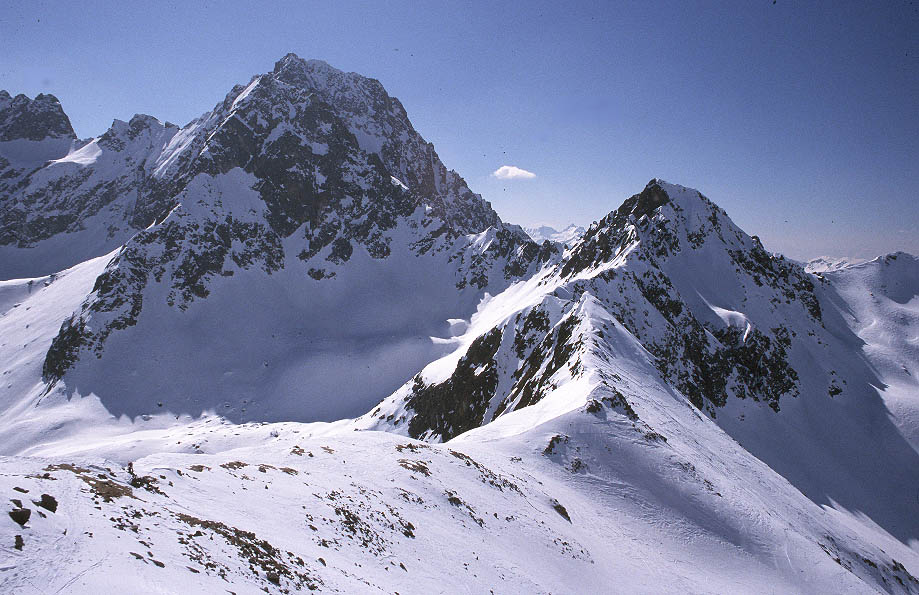
Acherkogel von der Hinteren Karlesspitze (von Nordosten)